# دانيال غولدبرغ
دانيال غولدبرغ (بالفرنسية: Daniel Goldberg) هو سياسي فرنسي، ولد في 24 أغسطس 1965 في فرنسا. حزبياً، نشط في الحزب الاشتراكي. انتخب عضو مجلس جهوي وانتخب نائب فرنسي عن دائرة Seine-Saint-Denis's 10th constituency ‏ خلال فترته النيابية (20 يونيو 2012 – 20 يونيو 2017) وانتخب نائب فرنسي عن دائرة Seine-Saint-Denis' 3rd constituency (1988-2012) ‏ خلال فترته النيابية ‏ (20 يونيو 2007 – 19 يونيو 2012).

## وصلات خارجية
- الموقع الرسمي